# フレーデンベック
フレーデンベック (ドイツ語: Fredenbeck) は、ドイツ連邦共和国ニーダーザクセン州のシュターデ郡に属す町村（以下、本項では便宜上「町」と記述する）である。

## 地理

### 自治体の構成
この町は、フレーデンベック、シュヴィンゲ、ヴェーデルの地区からなる。この町は、ザムトゲマインデ・フレーデンベックを構成する自治体の一つである。

## 歴史

### 人口推移
| 地区             | 1970年 | 1986年 | 1991年 | 1997年 | 2001年 | 2005年 | 2006年 |
| ---------------- | ------ | ------ | ------ | ------ | ------ | ------ | ------ |
| フレーデンベック | 1,301  | 2,858  | 3,064  | 3,933  | 4,094  | 4,145  | 4,119  |
| シュヴィンゲ     | 603    | 755    | 714    | 869    | 1,011  | 1,013  | 1,006  |
| ヴェーデル       | 410    | 503    | 482    | 565    | 653    | 671    | 689    |
| 計               | 2,314  | 4,116  | 4,260  | 5,367  | 5,758  | 5,829  | 5,814  |

## 行政

### 議会
フレーデンベックの町議会は17議席からなる。

### 首長
町長 (Bürgermeister) は2011年11月12日からハンス＝ウルリヒ・シューマッハー (SPD) が務めている。
名誉職のゲマインデディレクターには、ザムトゲマインデ長のフリードリヒ・ヘルクが就いている。

### 紋章
フレーデンベックの町の紋章は、金の水車を持つ黒い円を中心に配し、右上は赤地に、互いに外を向いた2頭の金の馬の頭部、左上は青地に揺れる銀帯、右下も青地で揺れる銀の帯が延びている。左下は赤地に金の葉とオークの実が描かれている。

## 文化と見所

### スポーツ
スポーツクラブ VfLフレーデンベックは、特に男子バスケットボールチームによって、全国的に知られている。

## 引用
1. ↑  Landesamt für Statistik Niedersachsen, LSN-Online Regionaldatenbank, Tabelle A100001G: Fortschreibung des Bevölkerungsstandes, Stand 31. Dezember 2023